# Elizabeth Goudge
Œuvres principales
Le Cheval d'argent
Elizabeth Goudge, née Elizabeth de Beauchamp Goudge le 24 avril 1900 à Wells en Angleterre et décédée le 1er avril 1984) est une femme de lettres  britannique de tendance romantique.
Auteure de nombreux romans, de livres pour enfants et d’une vie romancée de Jésus, elle construit des histoires où se côtoient beauté et merveilleux. Ses livres sont parmi les plus vendus au Royaume-Uni et aux États-Unis des années 1930 aux années 1970.

## Biographie

### Famille
Son père, Henry Leighton Goudge, est le directeur-adjoint d'un institut de théologie. La famille déménage à Ely lorsqu'il y est nommé 'Principal' de la faculté de théologie, puis à Christ-Church, Oxford, lorsqu'il est nommé Regius Professor of Divinity de l'université. Elizabeth est scolarisée à Grassendale School, Southbourne (1914–18), puis à l'école d'art de l'University College de Reading, puis à Christ Church. Elle enseigne ensuite le dessin et les travaux manuels à Ely et à Oxford.
Après la mort de son père en 1939, Elizabeth Goudge s'installe dans un bungalow dans le Devon, où elle s'occupe de sa mère souffrante. Après la mort de sa mère en 1951, elle déménage dans l'Oxfordshire où elle passe les trente dernières années de sa vie dans un chalet de la commune de Rotherfield Peppard, à la limite de Henley-on-Thames, où une plaque commémorative est posée en sa mémoire (2008).

### Carrière d'écrivain
Le premier ouvrage d'E. Goudge, The Fairies' Baby and Other Stories (1919), n'a aucun succès, et ce n'est que plusieurs années plus tard qu'elle écrit son premier roman, Island Magic (1934), qui a un succès immédiat. Elle s'appuie sur des légendes des îles Anglo-Normandes que sa mère, native de Guernesey, lui a racontées. Enfant, Elizabeth a elle-même régulièrement fréquenté Guernesey, et a raconté dans son autobiographie The Joy of the Snow qu'elle a passé là-bas de nombreux étés avec ses grands-parents maternels et sa famille.
Son roman Le Cheval d'argent, publié par l'University of London Press' en 1946, remporte le Carnegie Medal décerné par la Library Association, qui le déclare « meilleur livre pour enfants de l'année écrit par un sujet Britannique ». De toute son œuvre, c'est celui qu'elle préférait. J. K. Rowling exprima une opinion semblable
Elizabeth Goudge fut membre fondatrice de la 'Romantic Novelists' Association' en 1960 dont elle devint plus tard la vice-présidente.

## Thématiques
Les ouvrages d'E. Goudge sont clairement d'inspiration chrétienne. Ils traitent de thèmes tels que le sacrifice, la conversion du cœur, la discipline de vie, la guérison, la souffrance qui fait grandir, les métamorphoses. Ses romans, tantôt réalistes, tantôt imaginaires, tantôt historiques, entremêlent les légendes et les mythes, et témoignent de sa vision du monde empreinte de spiritualité ainsi que de son amour profond pour l’Angleterre et pour la condition humaine. Ses écrits, destinés aussi bien aux adultes qu'aux enfants, sont imprégnés d'une qualité telle qu'ils suscitent fortement l'intérêt des lecteurs.

« Vu que notre monde devient de plus en plus laid, insensible et matérialiste, il importe qu'on se souvienne que les anciens contes de fées puisent dans de profondes vérités, que l'imagination est importante, que les rédemptions ultimes se produisent réellement, et que la brume bleutée printanière qui fait apparaître belle la laideur de la rue, est tout aussi réelle que la rue elle-même. »

— E. Goudge

## Écrits (en traduction française)
(Liste exhaustive. Source : Bibliothèque nationale de France)
- L'Arche dans la tempête (Island Magic) 1934, rééd. Phébus
- L'Appel du passé (The Middle Window) 1935
- La trilogie de la Cité des cloches :
  - La Cité des cloches (A City of Bells) 1936
  - Les amants d'Oxford[9] 1938, rééd. Phébus
  - L'Héritage de M. Peabody (The Dean's Watch) 1960
- La Marmite aux pièces d'or (A crook of gold) 1938
- La Sœur des anges (Sister of Angels) 1939
- La trilogie des Eliot de Damerosehay :
  - Le Domaine enchanté (The Bird in the Tree) 1940
  - L'Auberge du pèlerin (The Herb of Grace ou Pilgrim's Inn) 1948
  - La Maison des sources (The Heart of the Family) 1953
- La Maison enfumée (Smoky House) 1940
- Le Château sur la colline (The Castle on the Hill) 1941
- Le Pays du dauphin vert (Green Dolphin Country) 1944  (ISBN 2-7441-8242-7)
- Le Cheval d'argent ou Le Petit Cheval blanc / Le Secret de Moonacre (The Little White Horse) 1946  (ISBN 978-2-01-201515-9)
- La Colline aux gentianes (Gentian Hill) 1949  (ISBN 978-2-7529-0951-0)
- Le Pirate (Make-believe) 1949
- La Vallée qui chante (The Valley of Song) 1951
- Le Parfum des Évangiles (God so loved the world) 1953
- Le Jardin de Belmaray (The Rosemary Tree) 1956
- La Sorcière blanche (The White Witch) 1958
- Saint François d'Assise (Saint Francis of Assisi ) 1959
- La Senteur de l'eau (The Scent of water) 1963
- Sortilèges (Linnets and Valerians) 1964
- L'Enfant venue de la mer (The Child From the Sea) 1970
- L'Ange de Noël (Lost angel: stories)

## Adaptations cinématographiques
- 1947 : Le Pays du dauphin vert, film américain réalisé par Victor Saville, avec Lana Turner, Donna Reed
- 2008 : Le Secret de Moonacre, film fantasy anglo-français réalisé par Gabor Csupo, avec Tim Curry, Juliet Stevenson, Dakota Blue Richards, Ioan Gruffudd, Natascha McElhone. Adaptation du roman Le Cheval d'argent

### Sources
- (fr) Biographie d'Elizabeth Goudge
- (en) Website de l' Elizabeth Goudge Society
- (en) « Biographie d'Elizabeth Goudge », sur Elizabeth Goudge Society